# سامي بغدادي
سامي بغدادي (بالفرنسية: Samy Baghdadi) (مواليد 11 يوليو 1997) هو لاعب كرة قدم فرنسي محترف يلعب كمهاجم.

## المسيرة
ولد سامي بغدادي في غراس. لعب لصالح أندية متعددة منها نادي سانت إتيان. في صيف 2021، انضم لنادي فورتونا سيتارد في الدوري الهولندي الممتاز بعقد مدته عامان مع خيار عام آخر. شارك أول مرة مع النادي في 14 أبريل 2021 في مباراة انتهت بالفوز 2-1 على تفينتي.
عاد سامي بغدادي إلى فرنسا في 4 أغسطس 2022 ووقع مع نادي دونكيرك.

## الحياة الشخصية
ولد سامي بغدادي في فرنسا، ويحمل الجنسيتين الفرنسية والجزائرية.